# Мороцкое
Мороцкое — озеро в Вологодской области России. Располагается на территории Уломского сельского поселения Череповецкого района, к юго-западу от озера Искорское. Относится к бассейну Рыбинского водохранилища. Образует западную границу Дарвинского заповедника. 
Площадь зеркала — 6,24 км². Высота над уровнем моря — 109,6 м. Длина озера 2,95 км, в центральной части ширина достигает 2,85 км.
Округлой формы, береговая линия слабо изрезана. Берега низкие, заболоченные: болото Гарь лежи к западу, а болото Морница — на юго-востоке. На юге из озера вытекает река Морница. Деревни Козлово, Петряево и Большой Двор находится к северо-востоку и востоку.

## Данные водного реестра
По данным государственного водного реестра России относится к Верхневолжскому бассейновому округу, водохозяйственный участок — Рыбинское водохранилище до Рыбинского гидроузла и впадающие в него реки, без рек Молога, Суда и Шексна от истока до Шекснинского гидроузла, речной подбассейн — Реки бассейна Рыбинского водохранилища. Речной бассейн — (Верхняя) Волга до Куйбышевского водохранилища (без бассейна Оки).
Код объекта в государственном водном реестре — 08010200411110000003051.